# Tour de San Luis 2015
Die 9. Austragung von der Tour de San Luis fand vom 19. Juli bis 25. Januar 2015 statt. Das Rennen wurde über 7 Etappen und 948,2 km ausgetragen. Es siegte Daniel Díaz vor Rodolfo Torres und Alex Diniz.

## Teilnehmende Mannschaften
| Teams                                       | Kategorie               |
| ------------------------------------------- | ----------------------- |
| Ag2r La Mondiale                            | UCI ProTeam             |
| Cannondale-Garmin                           | UCI ProTeams            |
| Omega Pharma-QuickStep                      | UCI ProTeams            |
| Katusha                                     | UCI ProTeams            |
| Lampre-Merida                               | UCI ProTeams            |
| Movistar Team                               | UCI ProTeams            |
| Androni Giocattoli                          | Profesional Continental |
| Colombia (Radsportteam)                     | Profesional Continental |
| Team Europcar                               | Profesional Continental |
| Nippo-Vini Fantini-Faizanè                  | Profesional Continental |
| Team Novo Nordisk                           | Profesional Continental |
| Bretagne-Séché Environnement                | Profesional Continental |
| UnitedHealthcare                            | Profesional Continental |
| San Luis Somos Todos                        | Continental             |
| Buenos Aires Provincia                      | Continental             |
| Cycling Academy Team                        | Continental             |
| Funvic-São José dos Campos                  | Continental             |
| Inteja-MMR Dominican                        | Continental             |
| Jamis-Hagens Berman                         | Continental             |
| Sindicato de Empleados Públicos de San Juan | Continental             |
| Nationalmannschaft Argentinien              | National                |
| Nationalmannschaft Chile                    | National                |
| Nationalmannschaft Kolumbien                | National                |
| Nationalmannschaft Kuba                     | National                |
| Nationalmannschaft Italien                  | National                |
| Nationalmannschaft Panama                   | National                |

## Etappenliste

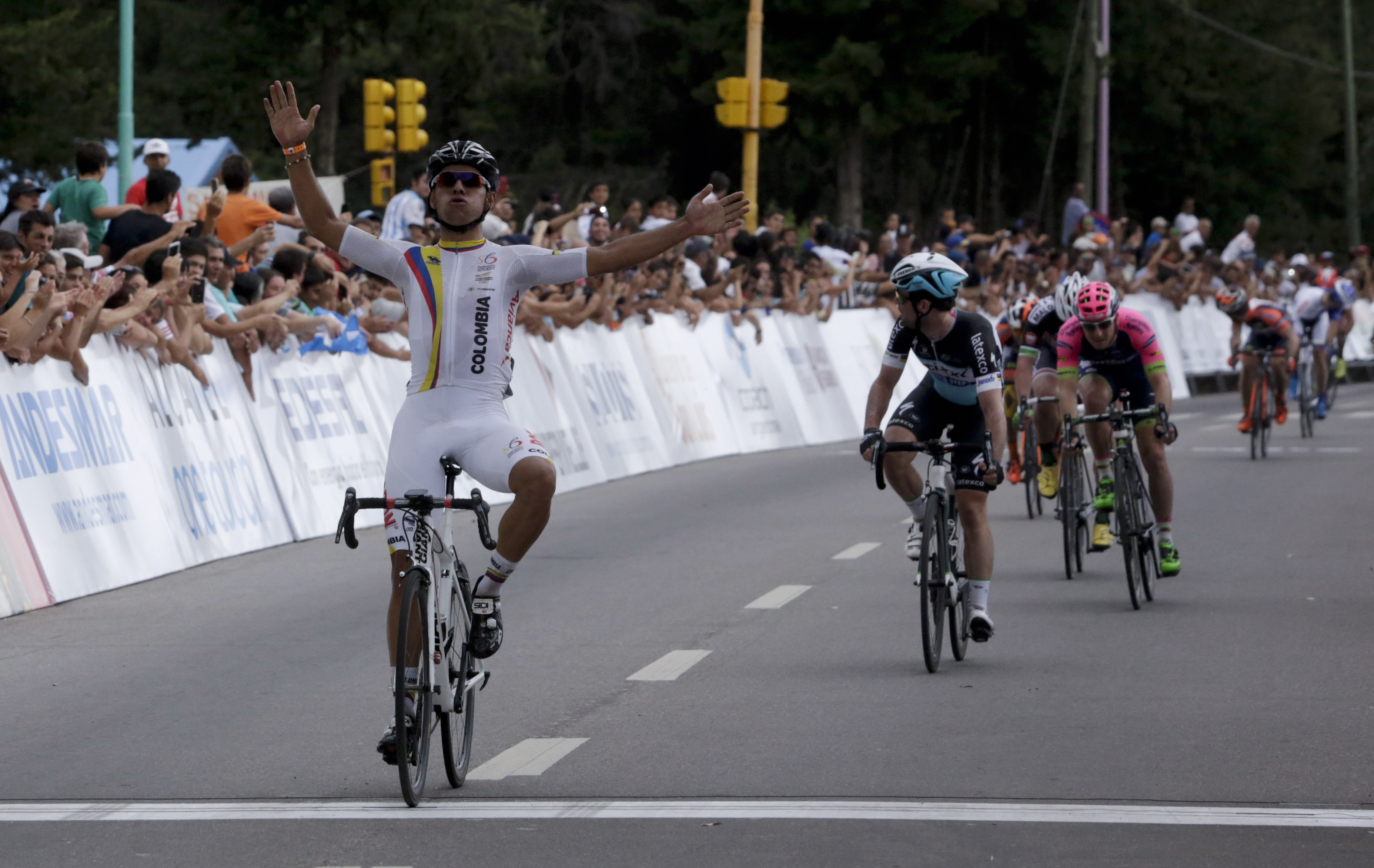
Fernando Gaviria Gewinner der 3. Etappe

| Etappe    | Datum      | Etappenorte                        | km    | Sieger           | Führender        |
| --------- | ---------- | ---------------------------------- | ----- | ---------------- | ---------------- |
| 1. Etappe | 19. Januar | San Luis-Villa Mercedes            | 186,8 | Fernando Gaviria | Fernando Gaviria |
| 2. Etappe | 20. Januar | La Punta-Mirador del Potrero       | 185,3 | Daniel Díaz      | Daniel Díaz      |
| 3. Etappe | 21. Januar | Concarán-Juana Koslay              | 176,3 | Fernando Gaviria | Daniel Díaz      |
| 4. Etappe | 22. Januar | Villa Dolores-Cerro El Amago       | 142,5 | Daniel Díaz      | Daniel Díaz      |
| 5. Etappe | 23. Januar | San Luis-San Luis                  | 17,4  | Adriano Malori   | Daniel Díaz      |
| 6. Etappe | 24. Januar | Achiras-Filo Sierras Comechingones | 117,5 | Kleber Ramos     | Daniel Díaz      |
| 7. Etappe | 25. Januar | San Luis-San Luis                  | 122,4 | Mark Cavendish   | Daniel Díaz      |

## Ergebnisse

### Gesamtwertung
| Platz | Fahrer            | Team                         | Zeit             |
| ----- | ----------------- | ---------------------------- | ---------------- |
|       | Daniel Díaz       | Funvic-São José dos Campos   | 22 h 37 min 07 s |
| 2     | Rodolfo Torres    | Colombia                     | + 1 min 05 s     |
| 3     | Nairo Quintana    | Movistar                     | + 1 min 34 s     |
| 4     | Eduardo Sepúlveda | Bretagne-Séché Environnement | + 2 min 02 s     |
| 5     | Rodrigo Contreras | Nationalmannschaft Kolumbien | + 3 min 16 s     |
| 6     | Dani Moreno       | Katusha                      | + 3 min 26 s     |
| 7     | Joe Dombrowski    | Cannondale-Garmin            | + 5 min 29 s     |
| 8     | Daniel Jaramillo  | Jamis-Hagens Berman          | + 5 min 35 s     |
| 9     | Leandro Messineo  | San Luis Somos Todos         | + 5 min 39 s     |
| 10    | Ilnur Zakarin     | Katusha                      | gl. Zeit         |

### Sprintwertung
| Platz | Fahrer              | Team                         | Puntos |
| ----- | ------------------- | ---------------------------- | ------ |
|       | Juan Esteban Arango | Nationalmannschaft Kolumbien | 11     |
| 2     | Sebastián Tolosa    | Buenos Aires Provincia       | 8      |
| 3     | Leandro Messineo    | San Luis Somos Todos         | 6      |

### Bergwertung
| Platz | Fahrer         | Team                       | Puntos |
| ----- | -------------- | -------------------------- | ------ |
|       | Rodolfo Torres | Colombia                   | 35     |
| 2     | Daniel Díaz    | Funvic-São José dos Campos | 32     |
| 3     | Kleber Ramos   | Funvic-São José dos Campos | 27     |

### Nachwuchswertung
| Platz | Fahrer            | Team                         | Zeit             |
| ----- | ----------------- | ---------------------------- | ---------------- |
|       | Rodrigo Contreras | Nationalmannschaft Kolumbien | 22 h 40 min 23 s |
| 2     | Edward Díaz       | Colombia                     | + 5 min 18 s     |
| 3     | Germán Chávez     | Nationalmannschaft Kolumbien | + 5 min 42 s     |

### Clasificación por Teams
| Platz | Team                         | Zeit             |
| ----- | ---------------------------- | ---------------- |
|       | Colombia                     | 68 h 07 min 25 s |
| 2     | Movistar                     | + 2 min 24 s     |
| 3     | Katusha                      | + 2 min 29 s     |
| 4     | Nationalmannschaft Kolumbien | + 3 min 41 s     |
| 5     | San Luis Somos Todos         | + 4 min 58 s     |